# Ring Ring (아바의 노래)
<Ring Ring>은 아바의 1973년 싱글곡으로, 몇몇 유럽국에서 이들이 알려진 큰 계기가 되었다(다른 유럽국들이나 북미, 호주 등지에서는 그 다음 해에 알려졌다). <Ring Ring>은 원래 스웨덴인인 베니 안데르손과 뵈른 울바에우스, 그리고 매니저인 스티그 안데르손이 함께 썼으며, 영어 가사는 닐 세다카와 필 코디의 도움으로 번안되었다. 스웨덴어 버전은 스웨덴 차트에서 1위를 기록했다. 이 노래는 통화하고픈 상대가 자신에게 전화를 걸어줄 것을 하염없이 기다리는 연인에 대한 내용이다.

## 역사
아바의 구성멤버들로 알려져 있는 뵈른, 베니, 아그네타, 애니프리드가 1972년에 만든 <People Need Love>가 성공한 후, 아바의 매니저인 스티그 안데르손은 두 남성멤버의 작곡 능력과 두 여성멤버의 보컬 능력을 합쳤을 때의 잠재성을 알아보았다. 곧 이 4인조는 LP 녹음을 하기로 결심했고, 이것이 결국 《Ring Ring》 앨범 발매로 이어졌다.
베니 안데르손, 뵈른 울바에우스, 스티그 안데르손은 1973년 스웨덴 대중음악계에 진입할 수 있는 ‘유로비전 송 콘테스트’ 출전 제의를 받았다. 며칠 후 베니와 뵈른은 스웨덴어 버전의 <Ring Ring>을 <Klocklåt (Clock Tune)>라는 가제목으로 선보였다. 스티그 안데르손은 당시 유로비전 송 콘테스트에서 주류를 이루던 화려한 분위기를 없애려 애쓰며 대중적인 곡에 가사를 붙였다. 이후 그 노래는 <Ring Ring>이라는 제목으로 바뀌었다. 더욱 폭넓게 대중이 노래를 접할 수 있도록 스티그는 미국 작곡가인 닐 세다카에게 영어 가사 번안을 의뢰하였다. 닐 세다카의 작곡 파트너인 필 코디도 함께 작업하였다.
1973년 1월 10일, 이 노래는 스톡홀름의 메트로놈 스튜디오에서 녹음되었다. 스튜디오 엔지니어인 마이클 트레토우는 베니 안데르손, 뵈른 울바에우스와 수많은 싱글 및 앨범 작업을 함께 하였다. 마이클 트레토우는 노래에 “사운드의 벽(Wall of sound)”이라는 기법을 입히는 것으로 유명한 녹음 프로듀서 필 스펙터의 책을 읽은 적이 있었다. 한편 필 스펙터는 여러 명의 연주자들이 동시에 같은 녹음실에서 같은 악기를 연주하도록 했는데, 이 경우에는 비용이 너무 많이 들었다. 그리하여 트레토우가 찾은 해결책은 오케스트라 효과를 내기 위해 곡의 반주를 단순히 두 번 녹음하는 것이었다. 오버더빙을 할 때 테이프의 속도를 바꾸어 악기소리가 미세하기 어긋나도록 함으로써 효과를 높였다. 스웨덴 음악에서는 전례가 없던 방식이었다.
그러나 뵈른과 베니, 아그네타와 애니프리드가 참여한 노래 <Ring Ring>으로 이들은 1973년 2월 10일 스웨덴 예선에서 3위에 머물렀다. 그럼에도 불구하고 이 노래는 스웨덴 차트에서 더 큰 인기를 끌어 스웨덴어와 영어 버전 모두가 각각 1, 2위를 기록했다. 네 명이 그룹으로 활동하는 것을 진지하게 고려해보고 실제로 그렇게 하기로 결정한 것은 이 시점에서였다. 비록 1973년 유로비전 송 콘테스트에서 <Ring Ring>을 선보이는 데에는 실패했지만, 스웨덴 투어 공연을 하며 1974년 콘테스트를 준비하기 시작했다. 이 때 준비하던 곡이 <Waterloo>이다.

## 반응, 그리고 다른 버전
비록 <Ring Ring>이 1973년 유로비전 송 콘테스트에서 선보일 기회는 얻지 못했지만, 스웨덴어 버전(<Bara Du Slog En Signal>)은 스웨덴 차트에서 크게 히트하면서 이 4인조에게 차트 1위의 영예를 안겼다. 영어 버전도 거의 비슷한 수준으로 스웨덴, 노르웨이, 오스트리아에서 2위를 기록했고, 네덜란드, 남아프리카 공화국, 로디지아(지금의 짐바브웨) 차트에서는 10위권 안에 들었다. (1974년 남아프리카 공화국 연말 차트에서는 <Ring Ring>이 13위로 기록되는가 하면, 후속곡 <Waterloo>는 그 해 싱글 판매순위에서 14위를 차지했다). 그러던 중 벨기에 차트 정상을 차지하면서, 아바가 벨기에에서 기록한 열여섯 번의 1위 중 첫 번째가 되었다. 1973년 10월에 영국(UK)에서 처음으로 발매되었지만 차트 진입에는 실패했고, 앨범도 단 5천 장이 팔렸다. 이 노래의 리믹스 버전은 1974년 6월에 32위를 기록(<Waterloo>가 1위의 성적을 거둔 후)했고, 그 후 “ABBAmania” 투어공연이 한창일 때 호주에서는 7위를 차지했다. 영국에서 발매한 버전을 기반으로 했지만 색다른 느낌이 나는 두 번째 리믹스 버전은 미국과 캐나다에서 발매된 《Waterloo》 정규앨범에 보너스 트랙으로 실렸다. 독일어 버전도 녹음을 하여 당시의 서독에서 발매가 되었지만 차트 진입에는 실패하였다. 스페인어 버전도 녹음했으나(도리스 밴드 작사) 당시에는 발매되지 못했으며, 1993년에 일부 국가들에서 컴필레이션 CD인 《Más ABBA Oro》 앨범이 발매되었다. 그리고 1999년에는 전 세계에 《ABBA Oro: Grandes Éxitos》 컴필레이션 앨범을 선보였다.

1974년 리믹스판의 마스터 테이프는 몇 년간 분실되었거나 작업 불가능의 이유로 1994년 4CD 박스 세트 《Thank you for the music》 앨범에 실리지 못했다. 1999년에는 싱글 CD 박스 세트가 발매되었다. 1974년 싱글 리믹스는 수록되었지만 마스터 테이프가 여전히 오리무중이었던 탓에 레코드판으로 마스터링되었다. 그러다가 2001년에 발매된 《The Definitive Collection》 앨범에 마스터 테이프에서 뽑은 1974년 싱글 리믹스 버전이 드디어 실리게 되었다. 훗날 칼 마그누스 팔름의 웹사이트를 통해 폴라뮤직이 영국 에픽레코드사에 싱글 마스터 테이프를 요청했었다는 사실이 밝혀졌다. 이 일은 1999년과 2001년 사이에 있었던 것으로 추정된다.

## 수록곡 목록
스웨덴어 버전
1. A. <Ring Ring (Bara Du Slog En Signal)>
2. B. <Åh vilka tider>

영어 버전
1. A. <Ring Ring> (영어 버전)
2. B. <Rock'n Roll Band>

영어 버전
1. A. <Ring Ring> (영어 버전)
2. B. <Merry-Go-Round>

영어 버전(스웨덴 싱글)
1. A. <Ring Ring> (영어 버전)
2. B. <She's Just My Kind Of Girl>

독일어 버전
1. A. <Ring Ring> (독일어 버전)
2. B. <Wer Im Wartesaal Der Liebe Steht>

## 공식 버전
- <Ring Ring (Bara Du Slog En Signal)> (스웨덴어 버전)
- <Ring Ring> (영어 버전)
- <Ring Ring> (영어 버전) - (1974년 리믹스) / (싱글 버전) / (1974년 미국 리믹스)
- <Ring Ring> (독일어 버전)
- <Ring Ring> (스페인어 버전) – 초기 미발매
- <Ring Ring> (스웨덴어, 스페인어, 독일어 버전 메들리)